# Carl Bollmann

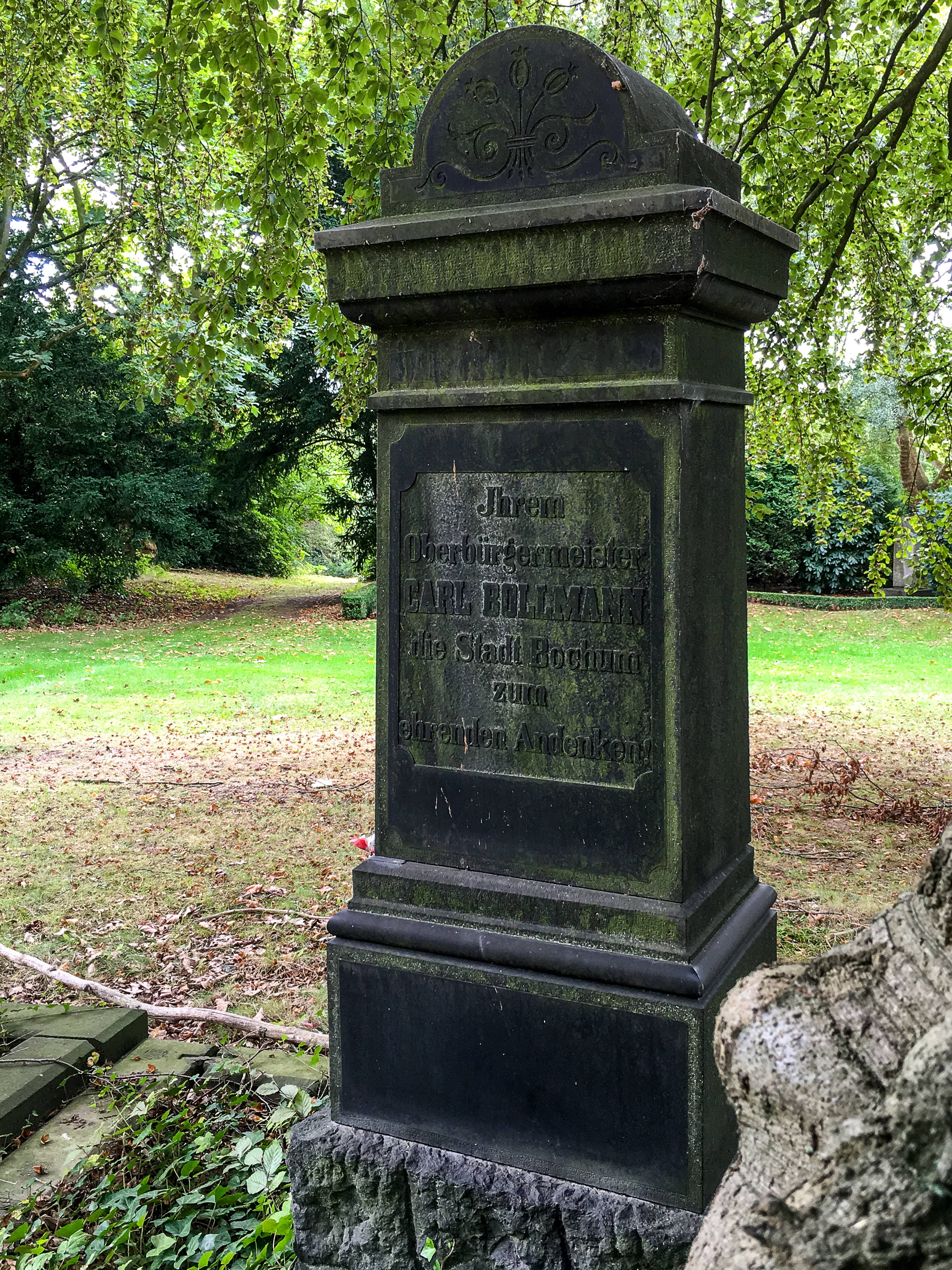
Grab von Carl Bollmann auf dem Blumenfriedhof

Carl Bollmann (auch Karl Bollmann) (* 21. März 1833 in Berlin; † 31. Dezember 1891 in Bochum, vollständiger Name: Georg Ferdinand Karl Bollmann) war ein deutscher Politiker, Bürgermeister und später Oberbürgermeister von Spandau und der erste Oberbürgermeister von Bochum.

## Leben
Carl Bollmann wuchs in kleinbürgerlichen, evangelischen Verhältnissen heran. Nach dem Besuch des Gymnasiums studierte er Rechts- und Staatswissenschaften. Bis Juli 1863 arbeitete er in Berlin als Gerichtsassessor. Danach wurde er in der Stadtverwaltung von Frankfurt (Oder) als besoldeter Stadtrat tätig.
Bollmann wurde am 11. Februar 1869 Bürgermeister von Spandau. Ihm wurde als ersten Bürgermeister von Spandau der Titel Oberbürgermeister verliehen. Im Jahr 1872 wurde er als Bürgermeister nach Thorn gewählt.
Im September 1876 wurde er mit 19 von 20 Stimmen auf die Dauer von 12 Jahren zum Ersten Bürgermeister von Bochum gewählt. Am 13. Januar 1877 wurde er dann Oberbürgermeister in Bochum. Da Bochum 1876 kreisfreie Stadt wurde, konnte er als erstes Stadtoberhaupt den Titel eines Oberbürgermeisters tragen. 1884 wurde ein Antrag gestellt, dass er eine goldene Amtskette tragen dürfe. Dem gab der preußische König 1885 statt. Er war damit der erste Träger einer offiziellen Amtskette in Bochum.  Am 14. Juli 1888 wurde er auf weitere 12 Jahre wiedergewählt. Er blieb bis zu seinem Tod 1891 im Amt. 1891 war er für den Wahlkreis Bochum-Stadt Mitglied im Provinziallandtag der Provinz Westfalen. Außerdem war er langjähriger Präsident des Westfälischen Städtetages. Er war Mitglied und Ehrenmitglied in vielen Bochumer Vereinen und Vereinigungen.
In seiner fünfzehnjährigen Amtszeit wuchs Bochum von 27 926 auf über 51 000 Einwohner. In seinen Nachruf wurde er als energischer, zielbewusster Arbeiter für den Ausbau der aufstrebenden Industriestadt beschrieben. Zu seiner Amtszeit zog das Rathaus aus dem alten Rentei-Gebäude an der Propsteikirche in das ehemalige Hotel Soedinger Hof.
Seine Beerdigung erfolgte unter großer Anteilnahme des offiziellen Bochums, Würdenträger der umliegenden Gemeinden und der Bevölkerung. Der Trauerzug war laut Berichten über eine halbe Stunde lang. Sein städtisches Ehrengrab auf dem Blumenfriedhof steht unter der Nummer A 667 seit dem 5. Dezember 2013 unter Denkmalschutz.
In Berlin-Spandau ist seit 1928 der Bollmannweg nach ihm benannt.